# Zosterop becllarg
El zosterop becllarg (Rukia longirostra) és un ocell de la família dels zosteròpids (Zosteropidae).

## Hàbitat i distribució
Habita boscos de les muntanyes de l'illa de Pohnpei, a les Carolines.